# Italo-tedeschi

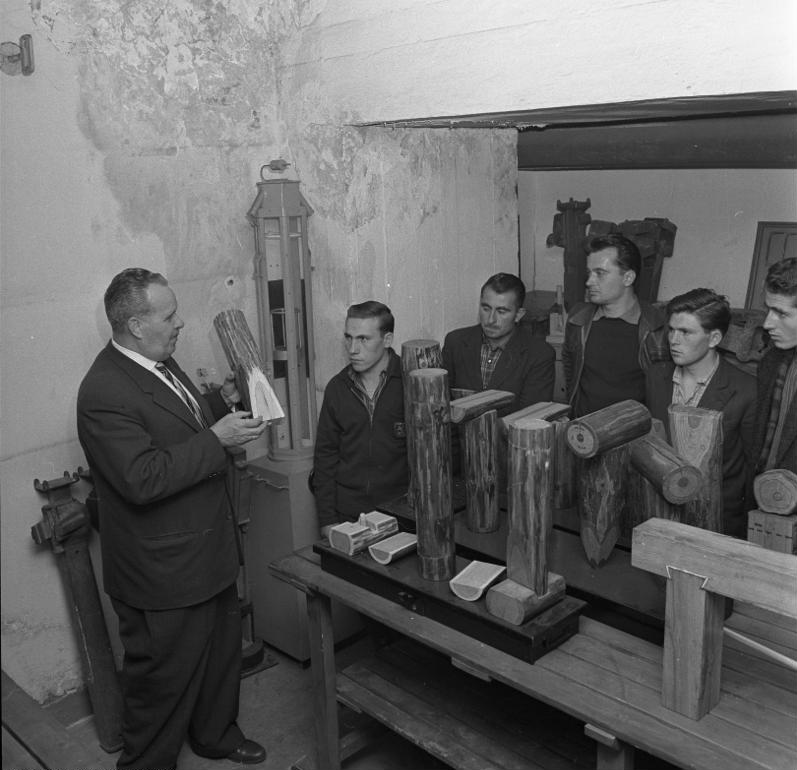
Italiani emigrati in Germania, ad un corso di formazione professionale (foto Bundesarchiv, 1962)

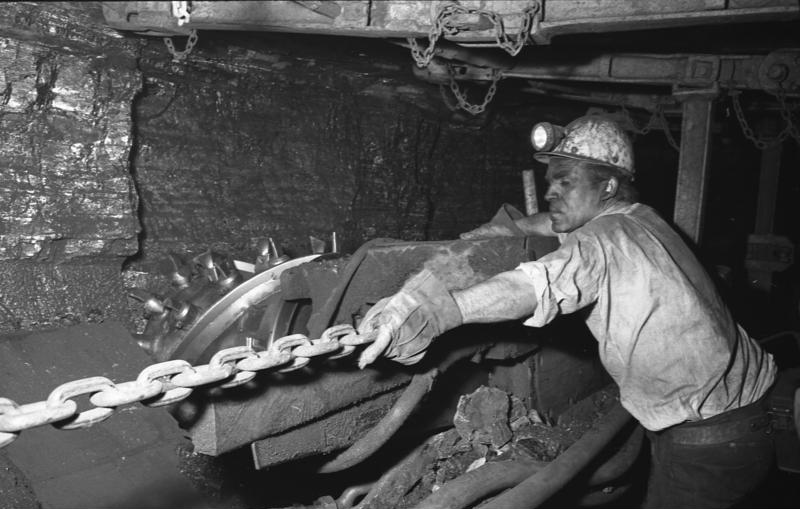
Lavoratore italiano in una miniera nei pressi di Duisburg (foto Bundesarchiv, 1962)

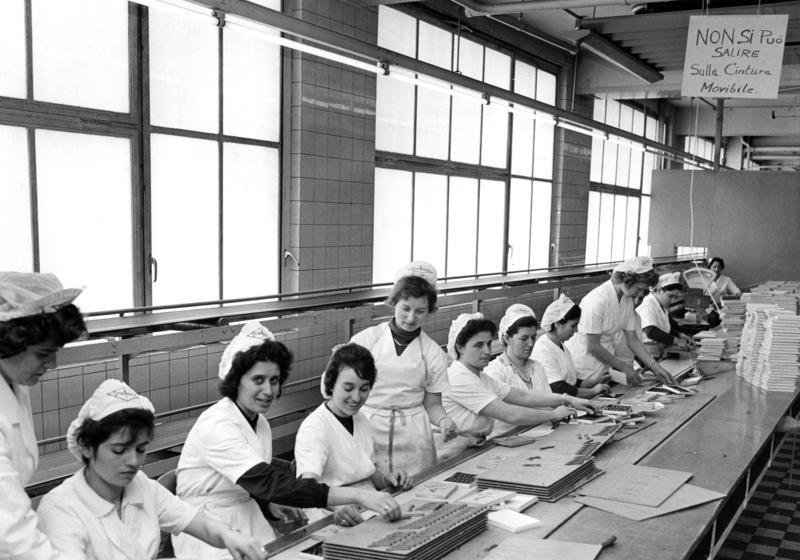
Lavoratrici italiane in una fabbrica di cioccolato a Colonia (foto Bundesarchiv, 1962)

Distribuzione degli Italiani in Germania nel 2021

Un italo-tedesco è un cittadino tedesco ed italiano, in quanto figlio di una coppia mista o cittadino di uno dei due Paesi, con origini dell'altro. 
I discendenti d'italiani o gli italiani con cittadinanza tedesca sono circa 850.000. Secondo dati ufficiali dell'AIRE relativi al 2012, i cittadini italiani residenti in Germania risultavano 651.852, costituendo così la più numerosa delle comunità italiane all'estero residenti in Europa, nonché la seconda comunità di stranieri in Germania, dopo i turchi. Non si ha invece una stima precisa dei cittadini oriundi italiani nel Paese, ma in base all'andamento delle migrazioni italiane nei primi decenni del Novecento, non dovrebbero essere oltre le decine di migliaia.

## Storia
Le prime migrazioni degli italiani in Germania, si verificarono nel tardo Medioevo, con la presenza di ambulanti. Questi ambulanti, commercianti di seta e di frutta mediterranea, che venivano definiti dai tedeschi comaschi o mercanti di arance amare, aumentarono poi alla fine della Guerra dei trent'anni. A questi si aggiunsero anche artisti e maestranze varie, ma i flussi erano molto limitati.
Vi furono anche numerosi banchieri e commercianti italiani che si trasferirono in Germania durante il Rinascimento, assieme ad un piccolo gruppo di ingegneri ed architetti.
Di maggior rilievo furono le migrazioni verificatisi dopo il 1871, con la fine della guerra franco-prussiana, ma non si trattò ancora di una emigrazione di massa, poiché questi flussi migratori erano molto limitati e le permanenze sul territorio erano brevi.
Fu negli anni novanta dell'Ottocento, che la Germania si trasformò da Paese di emigrazione a paese di immigrazione. E proprio a partire da quel periodo, aumentarono i flussi migratori dall'Italia (provenienti in massima parte da Friuli, Lombardia, Veneto ed Emilia-Romagna), ed anche la consistenza numerica delle comunità italiane. Si passò infatti dai 4.000 del 1871 agli oltre 120.000 italiani censiti nel 1910. Questi immigrati, erano in prevalenza operai che lavoravano nell'edilizia, nell'industria tessile e siderurgica e nelle miniere, altri invece, erano contadini impiegati nell'agricoltura. La maggior parte di questi lavoratori viveva comunque nel territorio tedesco temporaneamente. Aree principali di destinazione degli immigrati furono l'Alsazia-Lorena, la Baviera, il Baden, il Württemberg e la Renania.
Con lo scoppio della prima guerra mondiale, che vide contrapposte militarmente le due nazioni, la maggior parte degli immigrati italiani residenti in Germania, decise di ritornare in patria. Negli anni venti, a guerra già conclusa, le comunità italiane si ridussero drasticamente di numero. Nel 1925 infatti, vi erano soltanto 25.000 italiani residenti nel Paese, e causa di ciò fu principalmente la grave crisi economica e occupazionale che colpì pesantemente la Germania, uscita sconfitta e umiliata dalla guerra.
L'immigrazione italiana in Germania riprese dopo la salita al potere del Nazismo. Questa volta però non si trattò di una migrazione volontaria, ma di un reclutamento forzato di lavoratori italiani, in base ad un accordo stipulato nel 1937 tra i dittatori Adolf Hitler e Benito Mussolini, per soddisfare la necessità di reperire manodopera a basso costo per le fabbriche tedesche, in cambio della fornitura di carbone all'Italia.
Nel 1939, fu fatto un altro accordo tra i governi di Berlino e Roma, sul trasferimento di massa degli abitanti germanofoni dell'Alto Adige nei territori del Terzo Reich. Questa migrazione interessò circa 160.000 altoatesini detti Optanten, cioè optanti.
Dal 1938 al 1942, in piena seconda guerra mondiale, furono trasferiti in Germania circa 100.000 lavoratori italiani. Dopo l'armistizio del 1943, oltre 600.000 militari italiani furono catturati e condotti al lavoro forzato nei campi di concentramento tedeschi, venendo qualificati come "internati".
La ripresa dei normali flussi migratori si manifestò a partire dalla fine degli anni quaranta.
Il 20 dicembre 1955, fu firmato un accordo bilaterale tra l'Italia e la Repubblica Federale Tedesca, per il reclutamento e il collocamento della manodopera italiana nella Germania Ovest. A partire da quella data si verificò un boom di flussi migratori verso il paese, che furono molto più numerosi di quelli che si erano verificati tra la fine XIX secolo e l'inizio del XX. Si calcola che dal 1956 al 1976, furono oltre 4 milioni gli italiani che fecero ingresso nella Germania Federale, e 3,5 milioni furono quelli che rientrarono in Italia. Il numero dei rimpatri era elevato a causa del carattere selettivo e restrittivo della legge tedesca sull'immigrazione, la cui concezione del fenomeno migratorio era di tipo transitorio, e dei lavoratori stranieri come Gastarbeiter, cioè "lavoratori ospiti".
Settori di maggior impiego della manodopera italiana furono l'industria (soprattutto quella metalmeccanica e automobilistica) e l'edilizia. Alcuni di loro si misero anche in proprio creando piccoli esercizi commerciali, soprattutto nel settore della ristorazione. Mutò in parte inoltre la provenienza regionale dei migranti italiani, che vide nuovamente la presenza di veneti e friulani, ma contingenti migratori consistenti li fornirono anche le regioni meridionali, delle quali in testa la Sicilia, seguita da Calabria, Campania, Puglia, Abruzzo e Basilicata. Gli immigrati si diressero soprattutto nelle grandi città tedesche industrializzate come Monaco di Baviera, Stoccarda, Francoforte, Colonia e Wolfsburg, dove in quest'ultimo centro è attualmente presente la più numerosa comunità italiana in Germania. Invece i Länder dove maggiore è la concentrazione della comunità italiana sono nell'ordine il Baden-Württemberg, la Renania Settentrionale-Vestfalia, la Renania-Palatinato e la Baviera.
Fino agli anni settanta, quella italiana era la più numerosa comunità straniera residente in Germania Ovest, poi però a causa della diminuzione dei flussi migratori verificatasi nei decenni successivi, fu superata in consistenza numerica prima da quella turca e poi da quella iugoslava. Inoltre quando le autorità tedesche imposero ulteriori restrizioni in materia di immigrazione nel 1973 con l'Anwerbestopp, cioè lo "stop agli ingaggi" di manodopera straniera seguita alla crisi energetica, gli italiani non furono particolarmente colpiti perché cittadini comunitari, e ciò favorì la loro stabilizzazione sul territorio tedesco.
Ma nonostante il calo delle migrazioni italiane nel Paese, nel 1985, essi furono circa 530.000, che aumentarono poi a circa 550.000 del 1990, agli oltre 580.000 del 1995 fino alle oltre 600.000 unità del 1999 e le oltre 700.000 del 2001, per poi diminuire di numero negli anni successivi. Eppure gli arrivi dall'Italia sono allo stato attuale ancora frequenti: non si tratta di spostamenti di massa, ma di una immigrazione diversa rispetto ai decenni scorsi, che riguarda giovani diplomati e laureati e di operai che si spostano in pullman.

## Condizione degli italiani in Germania
La diminuzione del numero di italiani residenti in Germania è da attribuire ai rimpatri. Molto scarse sono state le naturalizzazioni, ma questo dato riguarda più nettamente gli italiani dell'immigrazione post-bellica, molto legati alla loro patria d'origine. Diversamente, i discendenti delle antiche immigrazioni sono ormai totalmente assimilati ai tedeschi e parlano esclusivamente il tedesco.
Poiché nella legge tedesca sulla cittadinanza vige lo ius sanguinis, i figli degli immigrati italiani nati nel paese non acquisiscono automaticamente la cittadinanza tedesca. Nel 2004 il numero degli italiani nati in Germania costituiva il 28,2% della loro comunità, e cosa molto più interessante è che molti di loro pur non essendo mai vissuti in Italia sono perfettamente bilingui. Ma pur essendo ben integrata nel tessuto sociale tedesco, oggi nella comunità italiana ci sono ancora molti individui che hanno difficoltà a esprimersi in lingua tedesca, e ciò non riguarda solo i più anziani ma anche i più giovani. Problemi seri riguardano l'istruzione, in quanto alti sono gli insuccessi scolastici degli studenti di origine italiana in Germania. La gran parte di loro frequenta le scuole superiori, le scuole professionali e le scuole speciali (Sonderschule), mentre sono pochi quelli che frequentano i licei.
Tuttavia, i divari sono molto meno marcati rispetto all'epoca delle maggiori ondate di arrivi a metà del XX secolo, a dimostrazione dei passi avanti compiuti dalla comunità italo-tedesca da allora. Sebbene gli italiani siano tra gli immigrati più popolari in Germania, spesso sono scarsamente integrati e hanno pochi contatti con i tedeschi. Tuttavia, poiché le notizie sul fallimento dell'integrazione nei media e le misure di promozione dell'integrazione sono per lo più limitate agli immigrati provenienti da Paesi musulmani, i problemi e gli svantaggi dell'integrazione, soprattutto in termini di istruzione, sono sempre più spesso non chiaramente percepiti dagli immigrati italiani.
Ciò può essere dovuto anche al fatto che gli italiani, come gli altri europei meridionali, sono relativamente ben integrati economicamente e possono compensare con successo i loro deficit educativi nella vita lavorativa. Di conseguenza, le persone con un background migratorio italiano raggiungono quasi i valori dei nativi in alcuni indicatori del mercato del lavoro. La disoccupazione giovanile è addirittura inferiore a quella dei tedeschi autoctoni. Anche la percentuale di persone dipendenti dai servizi pubblici è scesa da oltre l'undici a meno dell'otto per cento tra la prima e la seconda generazione.
Tra le città tedesche, Wolfsburg e Ludwigshafen avevano la quota più alta di immigrati italiani nel 2011, secondo i dati del censimento tedesco.
Molte sono le associazioni italo-tedesche sparse nel territorio, ed esiste un mensile in lingua italiana denominato Corriere d'Italia.

## Stereotipi tedeschi sugli italiani
Viste le differenze in fatto di cultura e di mentalità tra tedeschi e italiani, la comunità italiana in Germania è stata a volte vittima di pregiudizi nell'ultimo secolo, anche se non sono sfociati in veri e propri episodi di intolleranza.
Diversi i termini dispregiativi come Spaghettifresser, cioè "mangiaspaghetti", Katzelmacher, cioè "fabbrica-gattini" in riferimento alla prolificità di alcuni gruppi di immigrati come gli italiani, Mafiamann, che vuol significare mafiosi. Alcune forme di anti-italianismo sono state manifestate dai nostalgici tedeschi del Nazismo che consideravano gli italiani dei "traditori" per l'Armistizio di Cassibile, e ciò è testimoniato anche dall'archiviazione, nel 2006, di un procedimento penale a carico di Ottmar Muhlhauser, un ufficiale tedesco responsabile della fucilazione di un centinaio di soldati italiani nell'eccidio di Cefalonia, motivato dal fatto che i militari uccisi erano dei traditori.
Ma anche i mass-media tedeschi hanno talvolta dato un'immagine negativa degli italiani, si pensi alla famosa copertina della rivista Der Spiegel del 1977 dal titolo Pistole auf spaghetti, che rappresentava un'immagine di un piatto di spaghetti con una pistola sopra, in riferimento agli anni di piombo che in quel periodo insanguinarono l'Italia. Altro esempio di offesa agli italiani, uno spot televisivo della catena tedesca dei grandi magazzini dell'elettronica Media Markt del 2008, che mostrava un tifoso italiano di nome Toni (scimmiottato dal comico tedesco Olli Dittrich) "sciupafemmine" e truffatore con occhiali da sole e catena d'oro al collo. Lo spot viene successivamente ritirato.